# 1026 Ingrid
Az 1026 Ingrid (ideiglenes jelöléssel 1923 NY) a Naprendszer kisbolygóövében található aszteroida. Karl Wilhelm Reinmuth fedezte fel 1923. augusztus 13-án, Heidelbergben.
 Nevét a német csillagász, Albrecht Kahrstedt (1897 – 1971) unokahúgáról kapta.
Az aszteroida elveszett, de 1986-ban Nakano Suicsi japán csillagász újra azonosította. A kisbolygó mintegy 5,3 óra alatt fordul meg a tengelye körül.

## Fordítás
- Ez a szócikk részben vagy egészben  a(z)    1026 Ingrid című angol Wikipédia-szócikk fordításán alapul.  Az eredeti cikk szerkesztőit annak laptörténete sorolja fel. Ez a jelzés csupán a megfogalmazás eredetét és a szerzői jogokat jelzi, nem szolgál a cikkben szereplő információk forrásmegjelöléseként.